# Mandatory Suicide
"Mandatory Suicide" er en sang af thrash metalbandet Slayer fra deres album South of Heaven fra 1988.  Den omhandler krig på en anti-krig-måde. Sangen beskriver krigens rædsler.  Sangen kører i et relativt langsomt tempo (150 bpm) i forhold til andre Slayer sange.  Den har to guitar-linjer, en basgang og et trommespor, selvom der er guitarstøj og spoken word-tekst i outroen. Sangen er bemærkelsesværdigt langsom når man sammenligner med mange af Slayers hurtigere thrash metal-sange som "Angel of Death" og "Raining Blood".
Sangen omtales nogle gange som en ripoff af Metallicas "For Whom the Bell Tolls" (fra albummet Ride the Lightning).  Metallicas sang har den samme opbygning af riffs, vers og soli, og sangene lyder meget som hinanden.  "For Whom the Bell Tolls" blev udgivet i 1984; fire år før "Mandatory Suicide".